# Rautas

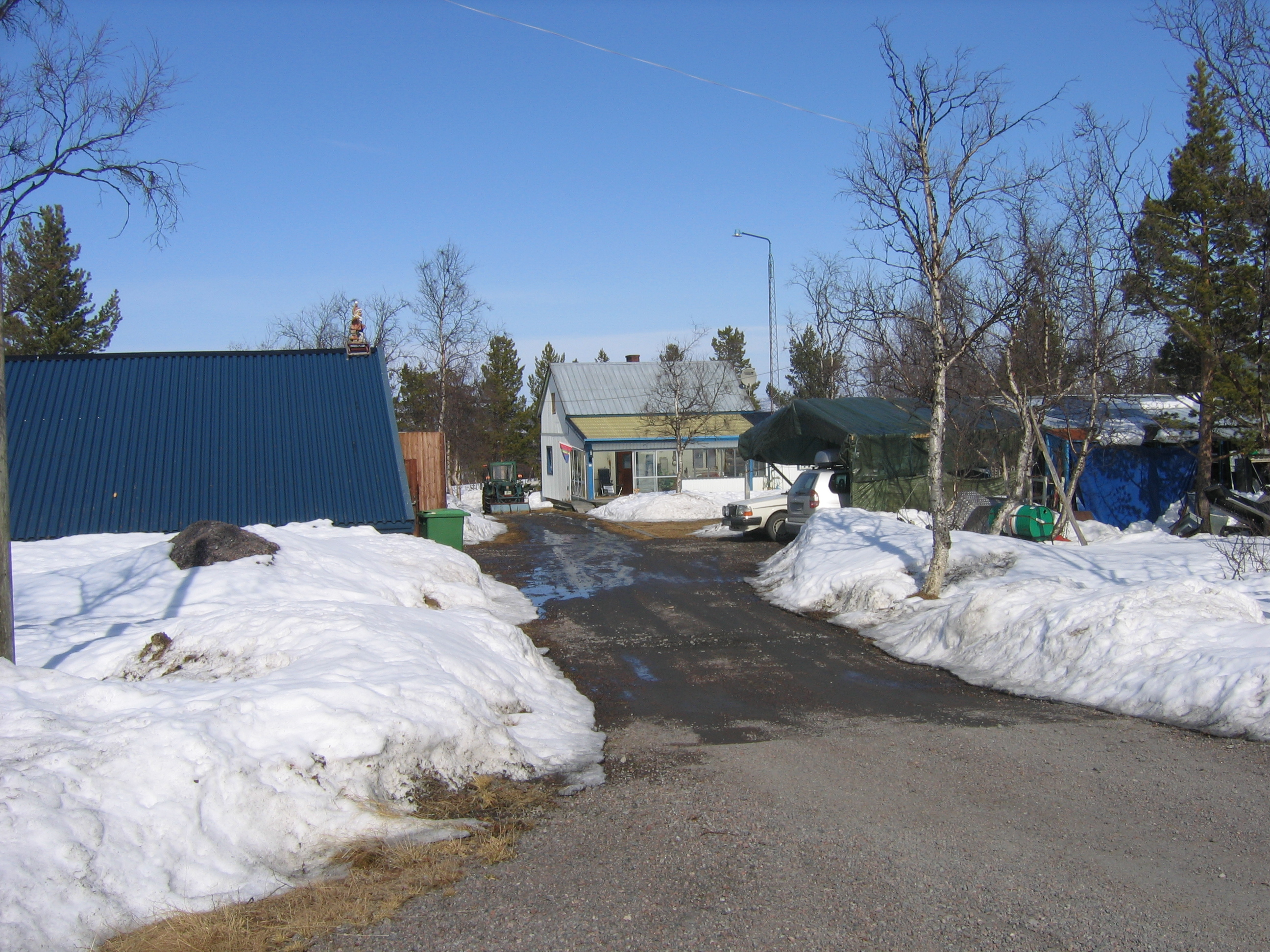
Rautas i vårtid i maj

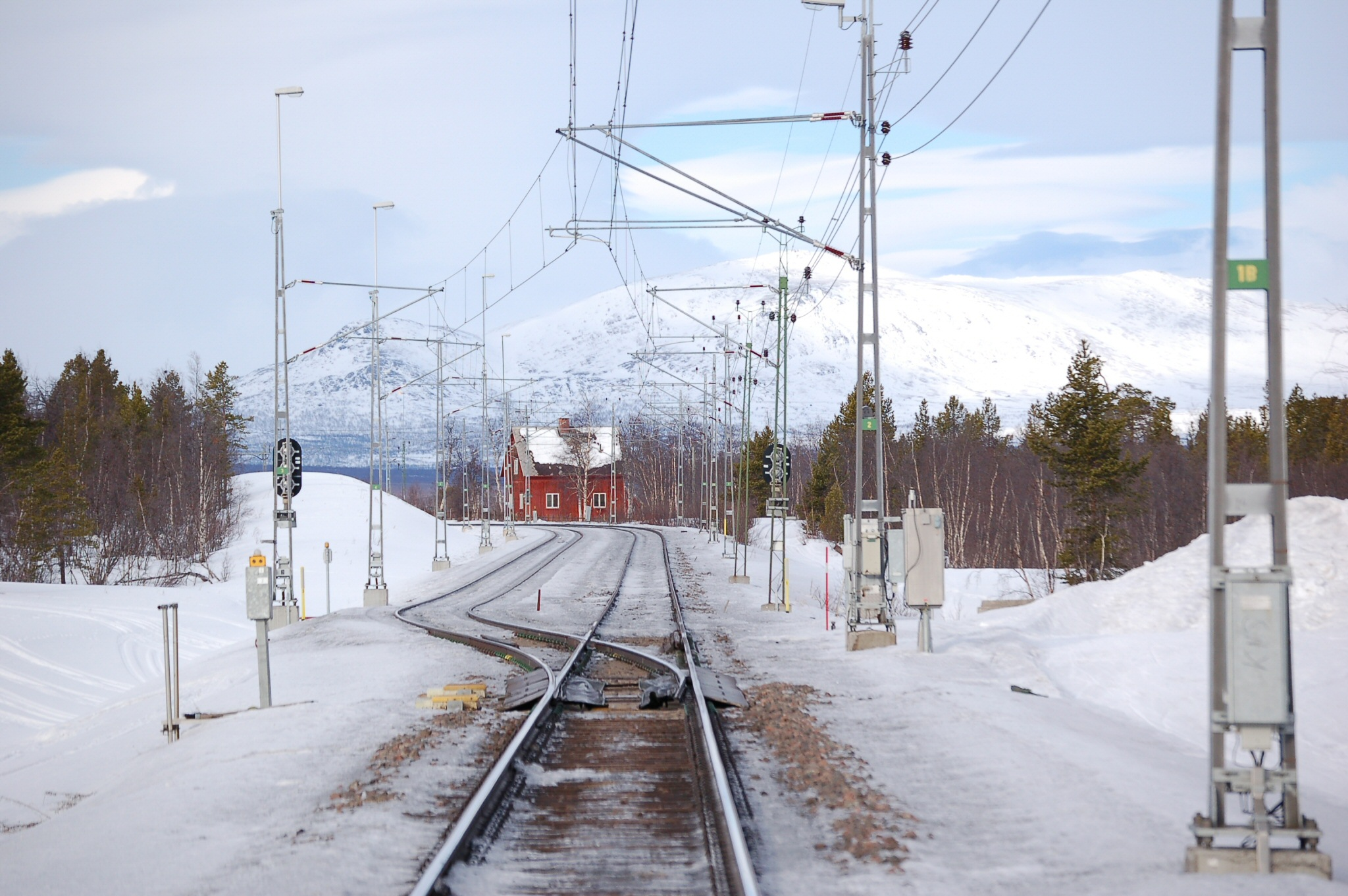
Rautas trafikplats

Rautas (nordsamiska: Rávttas) är en by och trafikplats för järnvägen som ligger inom Gabna sameby i Jukkasjärvi socken, Kiruna kommun, Norrbottens län.
Byn och trafikplatsen ligger på Rávttassuolu (finska: Rautassaari), ett område omflutet av två grenar av Rautasälven. Trafikplatsen uppfördes 1901 och bestod vid uppförandet av en expedition, bagagerum, väntsal och två bostadslägenheter. Fram till 1909 hade trafikplatsen två spår och tre fram till 1925, då även ett fjärde anlades. 1927 installerades ett elektriskt ställverk. I augusti 2016 var 30 personer över 16 år registrerade med Rautas som adress.